# دومينغوس ناسيمنتو دوس سانتوس فيلهو
دومينغوس ناسيمنتو دوس سانتوس فيلهو (بالبرتغالية: Domingos Nascimento dos Santos Filho) أو ببساطة دومينغوس (مواليد 12 ديسمبر 1985 في مونيز فيريرا) هو قلب دفاع برازيلي يلعب حاليا لصالح سانتو أندريه.

## المسيرة الرياضية
بدأ مسيرته الرياضية مع سانتوس الذي تم ترقيته عام 2004 إلى فريق الدرجة الأولى بعد 32 مباراة لعبها في موسمه الأول عندما انضم في شتاء 2005 إلى منافسه غريميو على سبيل الإعارة. في 15 سبتمبر 2009 قام سانتوس بإعارة مدافعه الرئيسي لبورتوغيزا من الدرجة الثانية.

## الإنجازات
- سانتوس
  - الدرجة الأولى (1): 2004
  - بطولة باوليستا (2): 2006 - 2007
- غريميو
  - الدرجة الثانية (1): 2005